# Animals with Human Intelligence
Animals With Human Intelligence es el tercer álbum de Enuff Z'Nuff, que es también su primer y único álbum en Arista Records.
Además del video promocional "Right By Your Side", la banda hizo una aparición en vivo en Late Night con David Letterman, interpretando la canción "Superstitious". La canción "Innocence" fue lanzado como un siguiente sencillo, aunque nunca se realizó un video para su promoción.
Este disco no fue tan exitoso como sus versiones anteriores en los EE. UU., pero la banda encontró un cierto éxito en el extranjero. El cantante Donnie Vie y el bajita Chip Z'Nuff hicieron una gira promocionando en Japón, donde el álbum alcanzó el puesto # 49 en el Oricon cuestión Charts.
En el álbum también incluye el tema "Fingertips". El álbum fue posteriormente fue reeditado en 2000 con nuevas ilustraciones y "Fingertips" fue incluido en los expedientes de Spitfire.
En 1996, la canción "Bring It On Home" fue incluida en la película de Tom Cruise Jerry Maguire. Sin embargo, la única canción que aparece en el listado en los créditos y no estaba en la película real, ya que estaba en una escena eliminada. La canción "Rock World N" se presentó en el 2011 direct-to-video film Dahmer Vs. Gacy.
La canción "Right By Your Side" fue un cover por el grupo de rock noruego The Tuesdays en 1994. La misma canción también fue un también un cover en el 2009 de G.O.O.D. Morning, G.O.O.D. Night de Malik Yusef, un álbum de colaboración de Kanye West. Yusef hizo una versión de la canción para Destiny's Child en la que canta Michelle Williams en los coros. Sin embargo Vikki Fox apenas terminó de grabar el álbum se retira de la banda para tocar con Vince Neil llegando a grabar el su primer debut Exposed, Al poco tiempo su lugar fue sustituido por Ricky Parent en la percusión y ayudó en las giras y en la grabación del videoclip "Right by your Side".

## Lista de canciones
Todos los temas escritos por Donnie Vie y Chip Z'Nuff, excepto los que no emparentan.
1. "Superstitious" (Gino Martino, Vie, Z'Nuff)
2. "Black Rain"
3. "Right By Your Side" (Vie)
4. "These Daze"
5. "Master of Pain"
6. "Innocence" (Vie)
7. "One Step Closer to You"
8. "Bring It On Home"
9. "Takin' a Ride"
10. "The Love Train"
11. "Mary Anne Lost Her Baby"
12. "Rock N World"

Pistas adicional
- "Fingertips" (Solamente incluye en la versión japonesa)

## Miembros
- Donnie Vie – Voz líder, guitarra rítmica, teclado
- Chip Z'Nuff – bajo y coros
- Derek Frigo – guitarra líder
- Vikki Fox – batería

Miembros adicionales
- Ricky Parent - batería (Solamente colaboró en las giras y grabación de su videoclip "Right by Your Side")